# 中国共产党第十六届中央委员会候补委员列表
中国共产党第十六次全国代表大会於2002年11月8日至14日在北京召開。大會選舉產生了158名中國共產黨第十六屆中央委員會候補委員。

## 委員列表
（按得票多少為序，得票相同的，按姓氏簡體中文筆劃排列）
艾斯海提·克里木拜（哈薩克族，2004年9月遞補中央委員）、王正伟（回族，2004年9月遞補中央委員）、朱祖良（2007年10月遞補中央委員）、杜学芳（女，2007年10月遞補中央委員）、杨传堂（2007年10月遞補中央委員）、邱衍汉（2007年10月遞補中央委員）、郑立中、王君、朱之鑫、全哲洙（朝鮮族）、杨利民、张华祝、黄瑶（布依族）、彭祖意（瑤族）、翟虎渠、王侠（女）、支树平、刘泽民、刘德旺、杨晶（蒙古族）、宋秀岩（女）、张宝顺、胡永柱、姜大明、高中兴、郭庚茂、黄选平（回族）、符桂花（女，黎族）、管国忠（傣族）、石玉珍（女，苗族）、白春礼（滿族）、向巴平措（藏族）、刘奇葆、孙淑义、杜宇新、李景田（滿族）、杨永茂、吴玉谦、张孝忠、陈希明（女）、林明月（女）、林树森、罗正富（彝族）、岳福洪、胡彪、袁纯清、梁保华、温熙森、白景富、乔传秀（女）、刘石泉、李克（壯族）、李春城、杨永良、張平、张行湘、陈训秋、罗保铭、周生贤、袁守芳、聂卫国、栗战书、徐守盛、马之庚、王明方、仁青加（藏族）、龙新民、司马义·铁力瓦尔地（維吾爾族）、朱发忠、刘鹏、孙淦、李长印、吴启迪（女）、吴新雄、宋爱荣（女）、范长龙、岳喜翠（女）、黄兴国、曹建明、谢企华（女）、裴怀亮、刘云耕、孙忠同、杜世成（2007年4月被撤銷職務）、李成玉（回族）、沈跃跃（女）、张文岳、欧广源、欧泽高（藏族）、夏宝龙、息中朝、蒋文兰（女）、谢旭人、薛延忠、王谦、叶小文、朱成友、李纪恒、吴爱英（女）、吴铨叙、闵维方、姜异康、王三运、刘玠、吴定富、張黎、竺延风、奚国华、郭声琨、丁一平、刘明康、陈绍基、周同战、卫留成、李源潮、尚福林、姜建清、潘云鹤、马富才、王正福（苗族）、朱文泉、孙春兰（女）、林左鸣、王家瑞、吕祖善、刘玉浦、刘粤军、李鸿忠、杨洁篪、秦光荣、陶建幸、王明权、石大华、史莲喜（女）、黄洁夫、舒晓琴（女）、苏新添、张轩（女）、杜德印、殷一璀（女）、汪洋、铁凝（女）、邱学强、张瑞敏、李志坚、吉炳轩、张定发（2006年12月逝世）、强卫、熊光楷、令计划、散襄军、许志功、陈元、邓朴方、苏树林、黄丽满（女）、王洛林、由喜贵